# Börsveckan
Börsveckan var en renodlad aktietidning med fokus på analys.

## Historik
Börsveckan grundades 1985 av bröderna Björn Davegårdh och Tore Davegårdh samt Anders Kjäll och Sören Moberg. 
Innan Dagens Börsnyheter bytte namn till Börsveckan fungerade bolaget ursprungligen som en redaktion, där man sammanställde de nyheter som nyhetsbyrån Dagens Börsnyheter sände ut via telex och telefax. Detta var då Sveriges första nyhetsbyrå med finansiell inriktning. Dagens Börsnyheter gav även ut "Privatekonomisk Årsbok" med Åke Ortmark som redaktör. 
1987 såldes nyhetsbyrån till fondkommissionärsfirman Consensus. Nyhetsbyrån lades ner efter några år men Börsveckan levde kvar hos Consensus tills tidningen köptes ut av grundarna. I maj 2006 förvärvades Börsveckan av Avanza, som lade ner tidningen 2024 för att i stället inleda ett samarbete med Affärsvärlden, som då hade Peter Benson som chefredaktör.
Utöver Björn Davegårdh har bland annat Ulf Peterson, Johan Bergsgård, Peter Benson och Gabriel Isskander varit chefredaktörer.